# Tabota
Tabota est l'un des sept arrondissements de la commune de Boukoumbé dans le département de l'Atacora au Bénin.

## Géographie
L'arrondissement de Tabota est situé au nord-ouest du Bénin et compte 11 villages que sont Dikouani,Dipintakouani, Koubegou, Koubintiegou, Koukogou, Koudadagou, Koukouatougou, Tabota, Takotchienta, Tatouta et Yatie.

## Démographie
Selon le recensement de la population de 2013 conduit par l'Institut national de la statistique et de l'analyse économique (INSAE), Tabota compte 12 190 habitants.

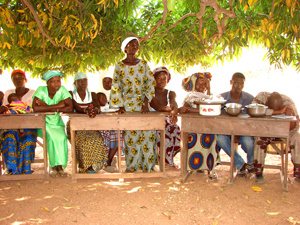
Une association de femme à Tabota.